# Ectinohoplia triplagiata
Ectinohoplia triplagiata är en skalbaggsart som beskrevs av Leon Fairmaire 1897. Ectinohoplia triplagiata ingår i släktet Ectinohoplia och familjen Melolonthidae. Inga underarter finns listade i Catalogue of Life.